# Plaquemine
Plaquemine, gesticht in 1775, is een plaats (sinds 1838 city) in de Amerikaanse staat Louisiana, en is de hoofdplaats van Iberville Parish.
Plaquemine was een stopplaats voor de rivierboten op de Mississippi van en naar New Orleans.

## Demografie
Bij de volkstelling in 2000 werd het aantal inwoners vastgesteld op 7064. In 2006 is het aantal inwoners door het United States Census Bureau geschat op 6691, een daling van 373 (-5,3%).

## Geografie
Plaquemine ligt tussen moerassen en landbouwgrond, bij de locatie waar de Bayou Plaquemine en de Mississippi samen komen.
Volgens het United States Census Bureau beslaat Plaquemine een oppervlakte van 7,5 km², waarvan 7,4 km² land en 0,1 km² water. Plaquemine ligt op ongeveer 7 meter boven zeeniveau.

## Geboren
- Clarence Williams (1893-1965), jazzmusicus

## Plaatsen in de nabije omgeving
De onderstaande figuur toont nabijgelegen plaatsen in een straal van 16 km rond Plaquemine.